# Wicked (personaggio)
Wicked è un personaggio dei fumetti, creato da Chris Claremont (testi) e Aaron Lopresti (disegni), pubblicato dalla Marvel Comics. La sua prima apparizione avviene in Excalibur (terza serie) n. 1 (luglio 2004).
È una mutante, una dei pochi sopravvissuti dell'isola di Genosha, dopo il massacro perpetrato dall'attacco delle Sentinelle ordito da Cassandra Nova.

## Biografia del personaggio
Non molto si sa a proposito della sua vita, a parte che è una dei pochi sopravvissuti del massacro di Genosha. Poco prima dell'attacco, ebbe una discussione con la madre a proposito del suo modo di vestire, e questa la definì malvagia (in inglese “wicked”), giusto prima che la casa fosse completamente rasa al suolo. Non si seppe come riuscì a sopravvivere, ma la sua successiva apparizione avvenne accanto a Xavier, quando i suoi spettri lo aiutarono a trasportare la bara di Magneto/Kuan-Yin Xorn. Dopo questa, aiutò il professore contro Unus, un altro mutante sopravvissuto, e la sua banda, assistita dall'amico Freakshow.
Insieme si unirono a Xavier come suoi studenti. Più tardi, Wicked salvò Magneto, creduto morto, dalle lame di Callisto, mandata da Tempesta per tenere d'occhio Xavier. Dopo lo scontro fra Callisto e gli spettri di Wicked si capì che quando gli spiriti venivano feriti, lei sentiva il loro dolore.
Loro cinque, con l'aggiunta del telecineta Shola Inkosi e della sentinella omega Karima Shapandar formarono il team addetto alla ricostruzione ed al soccorso dei sopravvissuti e dei rifugiati di Genosha. Sia Wicked che Freakshow, furono salvati da Callisto, mentre si trovavano nel bel mezzo di un attacco da parte dei Magistrati che cercavano la sentinella omega dispersa sull'isola dopo un attacco da parte di mutanti.

### House of M e Decimation
Dopo gli eventi di House of M e la loro conclusione in Decimazione, fu chiaro che Wicked era una dei molti mutanti rimasti senza poteri, come il resto del cast di Excalibur. Cercando disperatamente di riavere indietro i poteri, si rivolse a Quicksilver, che dotato delle Nebbie Terrigene degli Inumani, glieli concesse. Tuttavia, i suoi poteri adesso la portarono a scontrarsi con gli spiriti dei suoi parenti defunti che l'accusavano della loro morte ed infine Wicked decise di rinunciare ai propri poteri lasciando che gli spiriti andassero oltre. Successivamente fu ricoverata in ospedale, con tutti gli altri sopravvissuti, ancora una volta senza poteri.

## Poteri e abilità
Wicked possiede l'abilità di richiamare e comandare i residui necroplasmatici lasciatisi dietro dai morti e di manifestarli sotto forma di spettri, un'abilità che viene largamente amplificata dal fatto di ritrovarsi su di un'isola dove sono morti oltre sedici milioni di persone. Le manifestazioni fisiche degli spettri rimangono intangibili finché non viene loro imposto di rendersi utile. Inoltre, Wicked possiede uno speciale legame con i suoi spettri, che la costringe a condividere il dolore che essi provano. Può inoltre fare uso delle esperienze delle vite passate degli spettri tramite sempre il suo particolare legame con essi.